# ۶۵۲ (قمری)
۶۵۲ (قمری)، ششصد و پنجاه و دومین سال در گاهشماری هجری قمری است. اول محرم این سال برابر با بیستم فوریه سال ۱۲۵۴ میلادی است.